# Copa São Paulo de Futebol Júnior de 1974
A Copa São Paulo de Futebol Júnior de 1974, foi a 6ª edição da "copinha". Aconteceu entre outubro de 1973 e 25 de janeiro de 1974. Assim como a edição da Copa SP de 1973, a competição possuiam partidas que tinham duração de dois tempos de 40 minutos, e nas fases de mata-mata, prorrogação com dois tempos de 15 minutos. Na 1ª fase, tivemos as equipes divididas em 12 grupos, com três times em cada grupo, com jogos às terças-feiras à noite e sábado à tarde no Estádio Nicolau Alayon, Campo do Nacional, São Paulo. Alguns jogos das quartas-de-finais, foram jogadas no Estádio Palestra Italia e o restante do campeonato, inclusive a final, no Estádio do Pacaembu. Nessa edição, o Internacional, conquistou o Título sobre a Portuguesa. Após empate no tempo normal da final, por 1 a 1, o Internacional buscou a vitória na prorrogação, com o gol de Luiz Fernando. .

## Regulamento
A Competição será disputada em 4 fases: primeira fase, quartas-de-final, semifinal e final. Participaram da primeira fase um total de 32 clubes, divididos em 12 grupos, portanto de I a XII.
Na  primeira fase os clubes jogaram entre si, dentro do grupo em turno único, classificando-se para as quartas-de-final, o melhor clube que obteve o maior número de pontos ganhos nos respectivos grupos.
Na segunda fase, as equipes classificadas foram grupadas novamente em grupos: 12 equipes em 4 grupos. O critério de classificação é idêntico ao da primeira fase.
Ao término da primeira fase e da segunda fase, em eventual igualdade de pontos ganhos entre dois ou mais clubes, aplicou-se, sucessivamente, os seguintes critérios:
- Confronto direto (somente no empate entre dois clubes)
- Sorteio

## Equipes participantes
| Localidade        | Equipe                 | Cidade                | Participação (última) |
| ----------------- | ---------------------- | --------------------- | --------------------- |
| Goiás             | Goiás                  | Goiânia               | 2ª (1973)             |
| Goiás             | Vila Nova              | Goiânia               | 1ª (–)                |
| Guanabara         | Campo Grande           | Rio de Janeiro        | 2ª (1973)             |
| Guanabara         | Fluminense             | Rio de Janeiro        | 4ª (1973)             |
| Guanabara         | Olaria                 | Rio de Janeiro        | 1ª (–)                |
| Mato Grosso       | Atlético Matogrossense | Cuiabá                | 1ª (–)                |
| Mato Grosso       | Industriária           | Campo Grande          | 1ª (–)                |
| Minas Gerais      | América Mineiro        | Belo Horizonte        | 2ª (1973)             |
| Minas Gerais      | Cruzeiro               | Belo Horizonte        | 3ª (1973)             |
| Paraná            | Athletico Paranaense   | Curitiba              | 2ª (1973)             |
| Paraná            | Coritiba               | Curitiba              | 4ª (1973)             |
| Pernambuco        | Sport                  | Recife                | 2ª (1973)             |
| Rio de Janeiro    | Goytacaz               | Campos dos Goytacazes | 1ª (–)                |
| Rio Grande do Sul | Cruzeiro-RS            | Porto Alegre          | 1ª (–)                |
| Rio Grande do Sul | Grêmio                 | Porto Alegre          | 4ª (1973)             |
| Rio Grande do Sul | Internacional          | Porto Alegre          | 3ª (1973)             |
| Santa Catarina    | Figueirense            | Florianópolis         | 2ª (1973)             |
| São Paulo         | Chácara Norma          | Jundiaí               | 2ª (1973)             |
| São Paulo         | Comercial              | Ribeirão Preto        | 4ª (1973)             |
| São Paulo         | Corinthians            | São Paulo             | 6ª (1973)             |
| São Paulo         | Estrela da Saúde       | São Paulo             | 2ª (1973)             |
| São Paulo         | Guairense              | Guaíra                | 1ª (–)                |
| São Paulo         | Guarani                | Campinas              | 4ª (1973)             |
| São Paulo         | Guarulhos              | Guarulhos             | 1ª (–)                |
| São Paulo         | Jaboticabal            | Jaboticabal           | 1ª (–)                |
| São Paulo         | Juventus-SP            | São Paulo             | 6ª (1973)             |
| São Paulo         | Nacional-SP            | São Paulo             | 5ª (1973)             |
| São Paulo         | Noroeste               | Bauru                 | 3ª (1973)             |
| São Paulo         | Palmeiras              | São Paulo             | 6ª (1973)             |
| São Paulo         | Pirassununguense       | Pirassununga          | 1ª (–)                |
| São Paulo         | Ponte Preta            | Campinas              | 4ª (1973)             |
| São Paulo         | Portuguesa             | São Paulo             | 4ª (1973)             |
| São Paulo         | Santos                 | Santos                | 5ª (1973)             |
| São Paulo         | São Paulo              | São Paulo             | 4ª (1973)             |
| São Paulo         | Vasco                  | Itapecerica da Serra  | 1ª (–)                |
| São Paulo         | XV de Piracicaba       | Piracicaba            | 2ª (1973)             |

## Primeira fase

### Grupo I
| Time             | Pts | J | V | E | D | GP | GS | SG |
| ---------------- | --- | - | - | - | - | -- | -- | -- |
| Campo Grande     | 4   | 2 | 2 | 0 | 0 | 3  | 1  | +2 |
| Grêmio           | ?   | 2 | ? | ? | ? | ?  | ?  | ?  |
| XV de Piracicaba | ?   | 2 | ? | ? | ? | ?  | ?  | ?  |

| 20 de Outubro de 1973 | Campo Grande | 1 – 0 | Grêmio | Estádio Nicolau Alayon, São Paulo |
|                       | Ailton       |       |        |                                   |

| não disponível | Campo Grande | 2 – 1 | XV de Piracicaba | Estádio Nicolau Alayon, São Paulo |
|                |              |       |                  |                                   |

| não disponível | Grêmio | – | XV de Piracicaba | Estádio Nicolau Alayon, São Paulo |
|                |        |   |                  |                                   |

### Grupo II
| Time                 | Pts | J | V | E | D | GP | GS | SG  |
| -------------------- | --- | - | - | - | - | -- | -- | --- |
| Cruzeiro             | 3   | 2 | 1 | 1 | 0 | 15 | 1  | 14  |
| Vasco de Itapecerica | 0   | 2 | 0 | 0 | 2 | 0  | 18 | -18 |
| Cruzeiro-RS          | 3   | 2 | 1 | 1 | 0 | 5  | 1  | 4   |

| 20 de Outubro de 1973 | Cruzeiro                                                                   | 14 – 0 | Vasco de Itapecerica | Estádio Nicolau Alayon, São Paulo |
|                       | Alexandre · Paulo Cesar · Juarez · Luis · Adinam · Maurício · ??? · Moraes |        |                      |                                   |

| 23 de outubro de 1973" | Cruzeiro | 1–1 | Cruzeiro-RS | Estádio Nicolau Alayon, São Paulo |
|                        |          |     |             |                                   |

| não disponível | Vasco de Itapecerica | 0–4 | Cruzeiro-RS | Estádio Nicolau Alayon, São Paulo |
|                |                      |     |             |                                   |

### Grupo III
| Time             | Pts | J | V | E | D | GP | GS | SG |
| ---------------- | --- | - | - | - | - | -- | -- | -- |
| Ponte Preta      | 2   | 1 | 1 | 0 | 0 | 1  | 0  | 1  |
| América Mineiro  | 0   | 1 | 0 | 0 | 1 | 0  | 1  | -1 |
| Pirassununguense | ?   | 2 | ? | ? | ? | ?  | ?  | ?  |

| 20 de Outubro de 1973 | América Mineiro | 0 – 1 | Ponte Preta | Estádio Nicolau Alayon, São Paulo |
|                       |                 |       | Zé Roberto  |                                   |

| não disponível | América Mineiro | – | Pirassununguense | Estádio Nicolau Alayon, São Paulo |
|                |                 |   |                  |                                   |

| não disponível | Ponte Preta | – | Pirassununguense | Estádio Nicolau Alayon, São Paulo |
|                |             |   |                  |                                   |

### Grupo IV
| Time             | Pts | J | V | E | D | GP | GS | SG |
| ---------------- | --- | - | - | - | - | -- | -- | -- |
| Internacional    | 2   | 1 | 1 | 0 | 0 | 6  | 0  | 6  |
| Estrela da Saúde | 0   | 1 | 0 | 0 | 1 | 0  | 6  | -6 |
| Goytacaz         | ?   | 2 | ? | ? | ? | ?  | ?  | ?  |

| 20 de Outubro de 1973 | Estrela da Saúde | 0 – 6 | Internacional                        | Estádio Nicolau Alayon, São Paulo |
|                       |                  |       | Paulinho · Soares · Clovis · Ledimir |                                   |

| não disponível | Internacional | – | Goytacaz | Estádio Nicolau Alayon, São Paulo |
|                |               |   |          |                                   |

| não disponível | Estrela da Saúde | – | Goytacaz | Estádio Nicolau Alayon, São Paulo |
|                |                  |   |          |                                   |

### Grupo V
| Time       | Pts | J | V | E | D | GP | GS | SG |
| ---------- | --- | - | - | - | - | -- | -- | -- |
| Fluminense | 4   | 2 | 2 | 0 | 0 | 7  | 1  | +6 |
| Sport      | 1   | 2 | 0 | 1 | 1 | 1  | 3  | -2 |
| Guarulhos  | 1   | 2 | 0 | 1 | 1 | 0  | 4  | -4 |

| 6 de Novembro de 1973 | Guarulhos | 0–0 | Sport | Estádio Nicolau Alayon, São Paulo |
|                       |           |     |       |                                   |

| 10 de Novembro de 1973 | Fluminense                                    | 4 – 0 | Guarulhos | Estádio Nicolau Alayon, São Paulo |
|                        | Erivelto · Luís Alberto · Dudu · Jaime (g.c.) |       |           |                                   |

| 13 de Novembro de 1973 | Fluminense                      | 3 – 1 | Sport | Estádio Nicolau Alayon, São Paulo |
|                        | Lauro · Erivelto · Luís Alberto |       |       |                                   |

### Grupo VI
| Time        | Pts | J | V | E | D | GP | GS | SG |
| ----------- | --- | - | - | - | - | -- | -- | -- |
| Olaria      | ?   | 2 | ? | ? | ? | ?  | ?  | ?  |
| Jaboticabal | ?   | 2 | ? | ? | ? | ?  | ?  | ?  |
| Guairense   | ?   | 2 | ? | ? | ? | ?  | ?  | ?  |

| não disponível | Olaria | – | Jaboticabal | Estádio Nicolau Alayon, São Paulo |
|                |        |   |             |                                   |

| não disponível | Olaria | – | Guairense | Estádio Nicolau Alayon, São Paulo |
|                |        |   |           |                                   |

| não disponível | Jaboticabal | – | Guairense | Estádio Nicolau Alayon, São Paulo |
|                |             |   |           |                                   |

### Grupo VII
| Time      | Pts | J | V | E | D | GP | GS | SG |
| --------- | --- | - | - | - | - | -- | -- | -- |
| Palmeiras | 4   | 2 | 2 | 0 | 0 | 4  | 0  | +4 |
| Goiás     | 2   | 2 | 1 | 0 | 1 | ?  | ?  | ?  |
| Comercial | 0   | 2 | 0 | 0 | 2 | ?  | ?  | ?  |

| 17 de Novembro de 1973 | Palmeiras    | 2 – 0 | Comercial | Estádio Nicolau Alayon, São Paulo |
|                        | Nei · Wilson |       |           |                                   |

| 20 de Novembro de 1973 | Goiás | –   | Comercial | Estádio Nicolau Alayon, São Paulo |
|                        |       | [a] |           |                                   |

| 24 de Novembro de 1973 | Palmeiras             | 2 – 0 | Goiás | Estádio Nicolau Alayon, São Paulo |
|                        | Ney 10' · Toninho 15' |       |       |                                   |

- a. ^ O Goiás venceu a partida.

### Grupo VIII
| Time        | Pts | J | V | E | D | GP | GS | SG |
| ----------- | --- | - | - | - | - | -- | -- | -- |
| Santos      | 4   | 2 | 2 | 0 | 0 | 3  | 0  | +3 |
| Coritiba    | 2   | 2 | 1 | 0 | 1 | 1  | 1  | 0  |
| Juventus-SP | 0   | 2 | 0 | 0 | 2 | 0  | 3  | -3 |

| 17 de Novembro de 1973 | Santos                 | 2 – 0 | Juventus-SP | Estádio Nicolau Alayon, São Paulo |
|                        | Bernardes · L. Antonio |       |             |                                   |

| 20 de Novembro de 1973 | Coritiba    | 1 – 0 | Juventus-SP | Estádio Nicolau Alayon, São Paulo |
|                        | Fernandinho |       |             |                                   |

| 24 de Novembro de 1973 | Santos      | 1 – 0 | Coritiba | Estádio Nicolau Alayon, São Paulo |
| 08:30 (UTC−3)          | Adilson 27' |       |          |                                   |

### Grupo IX
| Time                   | Pts | J | V | E | D | GP | GS | SG |
| ---------------------- | --- | - | - | - | - | -- | -- | -- |
| São Paulo              | ?   | 2 | ? | ? | ? | ?  | ?  | ?  |
| Atlético Matogrossense | 1   | 2 | 0 | 1 | 1 | 0  | 1  | -1 |
| Chácara Norma          | ?   | 2 | ? | ? | ? | ?  | ?  | ?  |

| 27 de Novembro de 1973 | Atlético Matogrossense | 0 – 0 | Chácara Norma | Estádio Nicolau Alayon, São Paulo |
|                        |                        |       |               |                                   |

| 1 de Dezembro de 1973 | Chácara Norma | – | São Paulo | Estádio Nicolau Alayon, São Paulo |
|                       |               |   |           |                                   |

| 4 de Dezembro de 1973 | São Paulo        | 1 – 0 | Atlético Matogrossense | Estádio Nicolau Alayon, São Paulo |
|                       | Juca 88' ( g.c.) |       |                        |                                   |

### Grupo X
| Time                 | Pts | J | V | E | D | GP | GS | SG |
| -------------------- | --- | - | - | - | - | -- | -- | -- |
| Guarani              | ?   | 2 | ? | ? | ? | ?  | ?  | ?  |
| Nacional-SP          | ?   | 2 | ? | ? | ? | ?  | ?  | ?  |
| Athletico Paranaense | ?   | 2 | ? | ? | ? | ?  | ?  | ?  |

| 27 de Novembro de 1973 | Nacional-SP | – | Athletico Paranaense | Estádio Nicolau Alayon, São Paulo |
| 20:40 (UTC−3)          |             |   |                      |                                   |

| 1 de Dezembro de 1973 | Athletico Paranaense | – | Guarani | Estádio Nicolau Alayon, São Paulo |
| 08:30 (UTC−3)         |                      |   |         |                                   |

| 4 de Dezembro de 1973 | Guarani | – | Nacional-SP | Estádio Nicolau Alayon, São Paulo |
|                       |         |   |             |                                   |

### Grupo XI
| Time         | Pts | J | V | E | D | GP | GS | SG |
| ------------ | --- | - | - | - | - | -- | -- | -- |
| Portuguesa   | 4   | 2 | 2 | 0 | 0 | 6  | 0  | +6 |
| Noroeste     | ?   | 2 | ? | ? | ? | ?  | ?  | ?  |
| Industriária | ?   | 2 | ? | ? | ? | ?  | ?  | ?  |

| 8 de Dezembro de 1973 | Portuguesa                                    | 4 – 0 | Industriária | Estádio Nicolau Alayon, São Paulo |
|                       | Wildes 38' · Araujo 61' · Luis Lima · Maisena |       |              |                                   |

| 11 de Dezembro de 1973 | Industriária | – | Noroeste | Estádio Nicolau Alayon, São Paulo |
|                        |              |   |          |                                   |

| 15 de Dezembro de 1973 | Portuguesa      | 2 – 0 | Noroeste | Estádio Nicolau Alayon, São Paulo |
|                        | Eudes · Zé Luis |       |          |                                   |

### Grupo XII
| Time        | Pts | J | V | E | D | GP | GS | SG |
| ----------- | --- | - | - | - | - | -- | -- | -- |
| Corinthians | 4   | 2 | 2 | 0 | 0 | 7  | 0  | +7 |
| Vila Nova   | ?   | 2 | ? | ? | ? | ?  | ?  | ?  |
| Figueirense | ?   | 2 | ? | ? | ? | ?  | ?  | ?  |

| 8 de Dezembro de 1973 | Corinthians                                   | 5 – 0 | Figueirense | Estádio Nicolau Alayon, São Paulo |
|                       | Alves 13' 52' · Miranda 18' 78' · Vicente 67' |       |             |                                   |

| 11 de Dezembro de 1973 | Figueirense | – | Vila Nova | Estádio Nicolau Alayon, São Paulo |
|                        |             |   |           |                                   |

| 15 de Dezembro de 1973 | Corinthians            | 2 – 0 | Vila Nova | Estádio Nicolau Alayon, São Paulo |
|                        | Pita · Miranda ( pen.) |       |           |                                   |

## Quartas-de-final

### Grupo 1
| Time      | Pts | J | V | E | D | GP | GS | SG |
| --------- | --- | - | - | - | - | -- | -- | -- |
| Palmeiras | 4   | 2 | 2 | 0 | 0 | 3  | 1  | +2 |
| São Paulo | 2   | 2 | 1 | 0 | 1 | 3  | 3  | 0  |
| Santos    | 0   | 2 | 0 | 0 | 2 | 1  | 3  | -2 |

| 7 de Janeiro de 1974 | Palmeiras | 1 – 0 | Santos | Estádio Palestra Italia, São Paulo |
|                      |           |       |        |                                    |

| 9 de Janeiro de 1974 | São Paulo             | 2 – 1 | Santos  | Estádio Palestra Italia, São Paulo |
|                      | César · Marco Antonio |       | Adilson |                                    |

| 11 de Janeiro de 1974 | São Paulo | 1 – 2 | Palmeiras | Estádio Palestra Italia, São Paulo |
|                       |           |       |           |                                    |

### Grupo 2
| Time         | Pts | J | V | E | D | GP | GS | SG |
| ------------ | --- | - | - | - | - | -- | -- | -- |
| Campo Grande | 4   | 2 | 2 | 0 | 0 | 2  | 0  | +2 |
| Cruzeiro     | 1   | 2 | 0 | 1 | 1 | 0  | 1  | -1 |
| Ponte Preta  | 1   | 2 | 0 | 1 | 1 | 0  | 1  | -1 |

| 7 de Janeiro de 1974 | Campo Grande | 1 – 0 | Ponte Preta | Estádio Palestra Italia, São Paulo |
|                      |              |       |             |                                    |

| 9 de Janeiro de 1974 | Campo Grande | 1 – 0 | Cruzeiro | Estádio Palestra Italia, São Paulo |
|                      |              |       |          |                                    |

| 10 de Janeiro de 1974 | Ponte Preta | 0 – 0 | Cruzeiro | Estádio Palestra Italia, São Paulo |
|                       |             |       |          |                                    |

### Grupo 3
| Time        | Pts | J | V | E | D | GP | GS | SG |
| ----------- | --- | - | - | - | - | -- | -- | -- |
| Portuguesa  | 2   | 2 | 0 | 2 | 0 | 1  | 1  | 0  |
| Corinthians | 2   | 2 | 0 | 2 | 0 | 2  | 2  | 0  |
| Guarani     | 2   | 2 | 0 | 2 | 0 | 1  | 1  | 0  |

| 11 de Janeiro de 1974 | Corinthians | 1 – 1 | Guarani | Estádio Palestra Italia, São Paulo |
|                       |             |       |         |                                    |

| 16 de Janeiro de 1974 | Portuguesa | 0 – 0 | Guarani |  |
|                       |            |       |         |  |

| 18 de Janeiro de 1974 | Portuguesa | 1 – 1 | Corinthians | Estádio do Pacaembu, São Paulo |
|                       |            |       |             |                                |

### Grupo 4
| Time          | Pts | J | V | E | D | GP | GS | SG |
| ------------- | --- | - | - | - | - | -- | -- | -- |
| Internacional | 2   | 2 | 1 | 0 | 1 | 2  | 3  | -1 |
| Fluminense    | 2   | 2 | 1 | 0 | 1 | 3  | 2  | +1 |
| Olaria        | 2   | 2 | 1 | 0 | 1 | 4  | 4  | 0  |

| 11 de Janeiro de 1974 | Internacional | 1 – 3 | Olaria | Estádio Palestra Italia, São Paulo |
|                       |               |       |        |                                    |

| 16 de Janeiro de 1974 | Fluminense                   | 3 – 1 | Olaria |  |
|                       | Geraldinho · Erivelto · Dudu |       |        |  |

| 18 de Janeiro de 1974 | Internacional | 1 – 0 | Fluminense | Estádio do Pacaembu, São Paulo |
|                       |               |       |            |                                |

## Fase final

### Semifinal
| 22 de janeiro de 1974 | Internacional | 3 – 1 | Campo Grande | Estádio do Pacaembu, São Paulo |
| 19:00 (UTC−3)         |               |       |              |                                |

| 22 de janeiro de 1974 | Portuguesa | 1 – 0 | Palmeiras | Estádio do Pacaembu, São Paulo |
|                       |            |       |           |                                |

### Final
| 25 de janeiro de 1974 | Portuguesa | 1 – 2 | Internacional                     | Estádio do Pacaembu, São Paulo |
|                       | Araújo 18' |       | Luis Fernando 64' 80+12' (prorr.) | Árbitro: Paulo Souza Arruda    |

|  | Portuguesa | Internacional |

| PORTUGUESA:   |  |             |  |    |
|               |  |             |  |    |
| G             |  | Hermes      |  |    |
| LD            |  | Pedrinho    |  |    |
| Z             |  | Gonçalves   |  |    |
| Z             |  | Paulo       |  | a' |
| LE            |  | Araújo      |  |    |
| M             |  | Alemão      |  |    |
| M             |  | Esquerdinha |  |    |
| A             |  | Luiz Lima   |  |    |
| A             |  | Maisena     |  |    |
| A             |  | Eudes       |  |    |
| A             |  | Bispo       |  |    |
| Substituição: |  |             |  |    |
|               |  | Julinho     |  | a' |
| Treinador:    |  |             |  |    |
|               |  |             |  |    |

| INTERNACIONAL: |  |               |  |    |
|                |  |               |  |    |
| G              |  | Cláudio       |  |    |
| LD             |  | Chico         |  |    |
| Z              |  | Cedenir       |  |    |
| Z              |  | Escurinho     |  |    |
| LE             |  | Édson         |  |    |
| M              |  | Máximo        |  | a' |
| M              |  | Clóvis        |  |    |
| A              |  | Luís Carlos   |  |    |
| A              |  | Jair          |  |    |
| A              |  | Luis Fernando |  |    |
| A              |  | Soares        |  | b' |
| Substituição:  |  |               |  |    |
|                |  | Batista       |  | a' |
|                |  | Lino          |  | b' |
| Treinador:     |  |               |  |    |
|                |  |               |  |    |

## Premiação
| Copa São Paulo de Futebol Júnior de 1974 |
| Rio Grande do Sul                        |
| ---------------------------------------- |
| INTERNACIONAL Campeão (1º título)        |